# Межвиці-Кольонія
Межвиці-Кольонія (пол. Mierzwice-Kolonia) — село в Польщі, у гміні Сарнаки Лосицького повіту Мазовецького воєводства. Населення — 32 особи (2011).

## Історія
За даними етнографічної експедиції 1869—1870 років під керівництвом Павла Чубинського, у селі переважно проживали римо-католики, меншою мірою — греко-католики, які здебільшого розмовляли українською мовою.
У 1975—1998 роках село належало до Білопідляського воєводства.

## Демографія
Демографічна структура станом на 31 березня 2011 року:
|          | Загалом | Допрацездатний вік | Працездатний вік | Постпрацездатний вік |
| -------- | ------- | ------------------ | ---------------- | -------------------- |
| Чоловіки | 14      | 2                  | 11               | 1                    |
| Жінки    | 18      | 1                  | 11               | 6                    |
| Разом    | 32      | 3                  | 22               | 7                    |